# 巴扯县
巴扯县（越南语：／）是越南广宁省下辖的一个县，地处山区巴扯江两岸，主要民族有瑶族、岱依族、山泽族、京族等。其中瑶族人最多。

## 地理
巴扯县北接谅山省定立县，东接先安县，东南接锦普市，南接下龙市，西接北江省山洞县。

## 历史
阮朝时，巴扯县为广安省横蒲县和先安州辖地。法属时期，殖民政府设置巴扯庯帮佐，先后划归横蒲州和锦普州管辖。
1946年，北越政府在巴扯庯成立海芝州，划归海宁省管辖。
1948年3月25日，北越政府改州为县，海芝州改为海芝县。
1951年，海芝县与定立县合并为定海县。
1954年，定海县分设为定立县和巴扯县。
1963年10月30日，海宁省和鸿广区合并为广宁省，巴扯县随之划归广宁省管辖。
1977年2月3日，南山社析置巴扯市镇。
1984年3月6日，清林社析置清山社。
2024年9月28日，越南国会常务委员会通过决议，自2024年11月1日起，鸣琴社和凉蒙社合并为凉鸣社。

## 行政区划
巴扯县下辖1市镇6社，县莅巴扯市镇。
- 巴扯市镇（Thị trấn Ba Chẽ）
- 踏青社（Xã Đạp Thanh）
- 屯度社（Xã Đồn Đạc）
- 凉蒙社（Xã Lương Minh）
- 南山社（Xã Nam Sơn）
- 清林社（Xã Thanh Lâm）
- 清山社（Xã Thanh Sơn）

## 交通
巴扯县交通不发达，没有出海口，只有省道330一条重要公路贯穿本县至北江省。